# İbrahim Yaprak
İbrahim Metehan Yaprak (ur. 2004) – turecki zapaśnik walczący w stylu wolnym. Zajął dziewiętnaste miejsce na mistrzostwach świata w 2024. 
Trzeci na ME U-23 w 2024 i 2025. Trzeci na MŚ juniorów w 2023. Mistrz Europy juniorów w 2023; trzeci wśród kadetów w 2019 roku.